# Haddada
Haddada (franska: Haddada (CR), Haddada (Commune Rurale), arabiska: بنمنصور) är en kommun i Marocko.   Den ligger i provinsen Kénitra och regionen Rabat-Salé-Kénitra, i den norra delen av landet, 40 km nordost om huvudstaden Rabat. Antalet invånare är 11 856.